# جون بوتير (مبارز بالسيف)
جون بوتير (بالإنجليزية: John Potter)‏ هو مبارز بالسيف أمريكي، ولد في 12 يناير 1910 في باريس في فرنسا، وتوفي في 4 يونيو 1991 في بوردو في فرنسا.

## وصلات خارجية
- جون بوتير على موقع أوليمبيديا (الإنجليزية)